# Medier i Mexiko
Medier i Mexiko utgörs främst av TV, radio och tidskrifter. De spelar en dominerande roll i landets nyhetsrapportering trots att de på senare år fått konkurrens av utländska satellitkanaler, sociala medier och andra mediebolag som till exempel Facebook, YouTube och Google. Den tekniska utvecklingen är på frammarsch och växer i takt med att fler medborgare får tillgång till internet. År 2014 beräknades 44% av landets befolkning ha haft tillgång till internet. Detta till trots har Mexiko ett stigande antal läsare av dagspress, något som är unikt i jämförelse med Europa och Nordamerika. I Sverige har tidningsläsandet sjunkit, ofta med tvåsiffriga procenttal, mellan 2014 och 2015 och huvudorsaken är den ökade digitaliseringen i samhället och att vi konsumerar nyheter digitalt istället för i tryckt form.

## Dagspress
Mexiko har cirka 300 olika lokala tidskrifter. Några av de största tidningarna är Reforma, El Universal, La Jornada, La Prensa och Excélsior. Gemensamt för dessa är att de har sitt säte i huvudstaden Mexico City. Ägandeformen varierar, men en övervägande majoritet är privata aktiebolag. Ingen av tidningarna är helt objektiv i sin nyhetsrapportering eftersom alla drivs av något bakomliggande syfte. Tidningen Proceso, som grundades år 1977 och ges ut i Mexico City, är ett av många exempel på en tidskrift som drivs i politiskt syfte och är erkänt liberal.
Tidningen La Prensa ägs av det mexikanska medieföretaget Organización Editorial Mexicana som äger över 70 tidskrifter, 24 radiostationer och 44 webbsidor. De cirka 300 tidskrifterna i landet ägs med andra ord av en betydligt mindre skara ägare. Ägarkoncentration bland medier är vanligt förekommande och är något som ofta diskuteras, inte minst i Sverige där de demokratiska problem det kan medföra ofta tas upp som argument mot en sådan utveckling.
Tidningen Reforma grundades år 1993 och ges ut på spanska sju dagar i veckan. Tidningen ägs av Grupo Reforma och tidningen Reforma är företagets flaggskepp med sina 1,4 miljoner dagliga läsare. Reforma anses vara oberoende och brukar placeras i mitten/höger på en politiskt indelad skala. Den har kritiserats av bland annat politiker vars intressen har ifrågasatts av tidningen. Reforma å andra sidan understryker sin mångfald bland kolumnisterna och fördömer politisk korruption.
Excélsior är en liberal tidning som grundades 1917 och är den näst äldsta tidskriften i Mexico City. Sedan 2006 ägs den av mediagruppen Grupo Imagen som är en del av Grupo Empresarial Ángeles.

## Television

Medieföretaget Televisas logotyp

De två mest etablerade TV-bolagen i landet, Televisa och TV Azteca, är publika aktiebolag och noterade på NYSE(New York Stock Exchange) respektive BME (Bolsa De Madrid). Televisa har ett börsvärde på cirka 13 miljarder kronor och omsatte år 2012 5,3 miljarder kronor. TV Azteca uppges ha omsatt drygt 1 miljard kronor under samma period.

### Public Service
Mexiko har numera ingen statligt subventionerad TV- och radiostation, utan all television och radio är reklamfinansierad.

## Censur och yttrandefrihet
Mexiko har instiftat i grundlagarna att yttrande- och pressfriheten ska vara garanterad. Trots detta rankas landet på plats 32 av de 198 farligaste länderna att vara journalist i. Rankningen är ett samlat mått på hur pressfriheten och journalisters arbete respekteras i landet.  Av länderna i Nordamerika hamnar Mexiko på en andra plats i samma ranking och en av många anledningar till den höga siffran är det utbredda våld mot journalister som finns i landet.
Sedan millennieskiftet har över 100 journalister dödats och många har tvingats fly eller gå under jorden av fara för sitt eget liv. Under helåret 2016 befaras 11 journalister har mist livet under sin tjänsteutövning. Journalister i Mexiko är ständigt hotade av knarkkarteller, korrumperade makthavare och poliser eller meningsmotståndare som inte sympatiserar med deras åsikter. Detta har i många fall lett att journalister blivit allt mer restriktiva i sin rapportering och självcensur är vanligt förekommande av rädsla för sitt eget eller sin familjs liv. Den organiserade brottsligheten är utbredd och skapar riskfyllda arbetsförhållanden för journalister. Reporter utan gränser rankade 2016 den rådande situationen för journalister som mycket svår.
Den utbredda brottsligheten och de grovt kriminella gängen i Centralamerika ses som ett misslyckande från myndigheterna. Insatserna som haft i syfte att bygga upp rättssamhället har istället fått motsatt effekt och förklaras som en av de främsta orsakerna till den misstro till statsapparaten som finns djupt förankrat bland befolkningen i området. Enligt världsbankens studie från 2011 är den sociala otryggheten en av de främsta anledningarna till att knarkkartellerna i Mexiko värvar så många medlemmar.
Om organiserad brottslighet och korruption kan slå undan benen för grundlagar innebär det att begreppet tryckfrihet har tappat sin betydelse. Den officiella inriktningen på en tidning eller TV-kanal - om den är liberal, vänster eller höger - innebär inte särskilt mycket i praktiken om  ingen journalist vågar skriva sanningen.